# Percosoma
Percosoma es un género de coleópteros adéfagos de la familia Carabidae. 

## Especies
Relación de especies:
- Percosoma asymetricum Fauvel, 1903
- Percosoma carenoides (White, 1846)
- Percosoma sulcipenne Bates, 1878